# Welf III d'Altdorf
Welf III, né vers 1007 et mort le 13 novembre 1055 à Bodman en Souabe, issu de l'ancienne maison Welf, fut duc de Carinthie et margrave de Vérone de 1047 à sa mort. 

## Biographie
Il est le fils unique du comte Welf II d'Altdorf (Weingarten) et de son épouse Imiza, fille du comte Frédéric de Luxembourg et la nièce de l'impériatrice Cunégonde. Welf III avait une sœur, Chuniza (Cunégonde), qui se marie vers 1035 avec le margrave Alberto Azzo II d'Este. En 1025, Welf II d'Altdorf était parmi les conspirateurs conduits par le duc Ernest II de Souabe entrant en rébellion contre le roi Conrad II le Salique ; cependant, il doit s'incliner deux ans plus tard. À sa mort en 1030, Welf III lui a succédé.
Grâce à l'intervention de sa tante paternelle Richlinde, la veuve d'Adalbéron II dernier seigneur d'Ebersberg en Bavière, Welf hérite de son patrimoine dans ce comté. Le 12 juillet 1045, la propriété a été inféodée lors d'une cérémonie solennelle au château de Persenbeug en présence du roi Henri III. Au cours du banquet dans la salle des chevaliers un pilier s'écroule, provoquant l'affaissement du pavement et la mort de nombreuses personnes, dont l'évêque Brunon de Wurtzbourg, cousin du roi, et l'abbé Altmannus d'Ebersberg. Richelinde y trouve également la mort ; le roi et Welf III lui-même s'en sont, heureusement, sortis avec quelques blessures mineures. 
Le 7 juin 1047, probablement du fait de l'intercession de sa mère Imiza de Luxembourg, Henri III l'investit du duché de Carinthie assortie de la marche de Vérone au moment des morts du duc Otton II de Souabe et d'Henri VII de Bavière. Auparavant, depuis la chute du duc Adalbéron Ier en 1035, la Carinthie était gouvernée par des régents de la dynastie franconienne. Welf III ne séjourna toutefois que relativement peu dans son duché. L'année de sa mort il est impliqué dans un complot contre l'empereur de Conrad Ier de Zutphen et déchu de son duché.
Welf III est célibataire et sans enfant lorsqu'il meurt dans son château de Bodman sur les bords du lac de Constance en 1055. Il fait don de ses fiefs propres à l'abbaye de Weingarten, où sa mère s'est retirée comme abbesse. C'est elle qui transmet ses domaines à son petit-fils Welf IV, le fils de la sœur de Welf III, Chuniza, et d'Alberto Azzo II d'Este. Welf est le dernier membre de la lignée aînée des Welf, dont les  territoires passent à la branche aînée de la maison d'Este, qui sera désormais dénommée la maison de Brunswick. À sa mort le duché de Carinthie est dévolu au duc Conrad III de Zulpichgau. Welf est inhumé à l'abbaye de Weingarten.

## Source
- (en) Cet article est partiellement ou en totalité issu de l’article de Wikipédia en anglais intitulé « Welf, Duke of Carinthia » (voir la liste des auteurs), édition du 14 avril 2014.